# 레프리콘 3
《레프리콘 3》(영어: Leprechaun 3, 혹은 영어: Leprechaun 3: In Vegas)은 미국에서 제작된 브라이언 트렌처드스미스 감독의 1995년 코미디 공포 비디오 영화이다. 워릭 데이비스 등이 출연하였다. 《레프리콘 2》(1994) 속편이자 레프리콘 시리즈 세 번째 작품이며, 처음부터 비디오로 출시된 시리즈 첫 영화이다.
속편 《레프리콘 4》(1996)로 이어진다.

## 출연진
- 워릭 데이비스
- 존 게이틴스
- 캐럴라인 윌리엄스
- 존 더미타
- 마이클 캘런
- 마르셀로 투베르트